# 三笑亭芝楽
三笑亭 芝楽（さんしょうてい しばらく）は、落語の名跡。関連する名跡である柳亭 芝楽（りゅうてい しばらく）についてもこの項目で説明する。
三笑亭を紋の「三升」に見立て、その紋を用いる歌舞伎俳優の歴代市川團十郎ゆかりの演目「暫」をかけた名前といわれる。江戸と上方の二流ある。
当代は江戸で、「11代目柳亭芝楽」を名乗る。

## 上方
- 上方代数不明三笑亭芝楽 - （1841年 - 没年未詳）本名、原田 熊二郎。江戸の塗師職人で1866年から仮名垣魯文らの水魚連で声色をやっていた。のちに「八ッ足蛸」「佃屋白魚」を名乗った。一度浅草で寄席の経営に手を出した失敗し地方にドサ廻りを経て1874年に上方に移住。この頃にはすでに三笑亭芝楽を名乗っていたという。晩年先代同様に京都笑福亭の席亭をしていた。1915年以降消息不明。実の子は佃家白魚で、その妻女が後に女剣劇の元祖といわれる青柳華嬢。
- 自称初代三笑亭芝楽 - 後の上方6代目三笑亭可楽。
- 2代目三笑亭芝楽 - （生没年不詳）上方自称初代芝楽の門下であった2代目三笑亭吾妻の実子。明治中期頃の生まれ。初め小妻を名乗る。昭和初期、父と共に松旭会や三仲会の諸芸の一座を組織し活動していた。1938年、2代目笑福亭福圓の勧めにより、2代目芝楽を襲名。5代目笑福亭松鶴主催の「楽語荘」同人となり、主に「上方はなしを聴く会」や寺院などで小さな会を催した。戦後まで高座に上がった。没年は昭和年間とみられる。得意ネタは『質屋蔵』『浄瑠璃息子』『生貝』など。

## 江戸
江戸各代の代数に関しては不明な点が多い。
- 三笑亭芝楽 - 後∶二代目三笑亭可楽
- 翁屋芝楽 - 後∶初代入船万蔵
- 三笑亭芝楽 - 後∶江戸五代目三笑亭可楽
- 初代騎江亭芝楽 - 後∶五代目柳亭左楽
- 柳亭芝楽 - 下項で記述
- 柳亭芝楽 - 後∶五代目三遊亭圓橘
- 六代目柳亭芝楽 - 後∶七代目春風亭柳枝
- 八代目柳亭芝楽 - 後∶八代目春風亭柳枝
- 九代目柳亭芝楽 - 当該項目で記述
- 十代目柳亭芝楽 - 当該項目で記述
- 十一代目柳亭芝楽 - 当代

## 代数不明
柳亭 芝楽（りゅうてい しばらく、1886年1月 - 1930年1月～2月頃）は、落語家。

### 経歴
初め3代目春風亭柳枝門下で8代目にあたる春風亭傳枝を名乗る。1909年頃、3代目柳家小さん門下で初代にあたる柳家小團治となる。
1911年10月、5代目柳亭左楽門下に移り、師匠の前名である柳亭芝楽を襲名。声色、手踊りなどで名を売ったが、噺家芝居に出た際の借金で東京にいられなくなり、北海道小樽で幇間となる。以降の消息は不明。享年不詳。

## 9代目
九代目 柳亭 芝楽（りゅうてい しばらく、1892年7月18日 - 1962年11月20日）は、落語家。本名：伊藤 豊。

### 略歴
初め1910年頃に二代目柳亭左龍門下で龍松。翌年七代目朝寝坊むらくの門下で夢松。大正に入り橘松と改名。1917年頃に三遊亭桂馬を経て、1921年2月に三遊亭圓雀で真打となる。
1923年5月に五代目柳亭左楽門下に移り、魚楽を経て、1933年10月に九代目朝寝坊むらくを襲名。1940年6月、九代目柳亭芝楽を襲名。
戦後は日本芸術協会に加入した。晩年は高齢による白内障を発症。1962年には肝臓病になり入院。その後退院するも、同年11月4日、友人宅を訪ねる途中、国鉄王子駅プラットフォームで、線路に落とした土産物の赤飯を拾おうと下りたところ、桜木町発南浦和行きの京浜東北線に轢かれ死去した。

### 人物
- 落語家を志望していた四代目桂米丸を五代目古今亭今輔に紹介したのはこの芝楽。